# T-01C
ドコモ スマートフォン REGZA Phone T-01C （ドコモ スマートフォン レグザフォン ティーゼロイチシー）は、当時の富士通東芝モバイルコミュニケーションズ（現・富士通コネクテッドテクノロジーズ）によって開発された、NTTドコモの第3世代移動通信システム（FOMA）端末である。ドコモ スマートフォンのひとつ。メーカー型番はTG03-DCM。

## 概要
東芝ブランドから発売される（ドコモの扱いは後述）、初のAndroid搭載のスマートフォンとなる。ドコモへは、東芝が2008年よりWindows Mobile OSの搭載されたスマートフォン、dynapocket T-01Aとdynapocket T-01Bが供給されていた。本機T-01Cは、製造元（東芝→富士通東芝）およびOS（Windows Mobile→Android）こそ変更されているものの、事実上の後継機種である。本機より1ヶ月ほど早い2010年10月18日に発表、2011年2月10日に発売されたau（KDDI・沖縄セルラー電話連合）の富士通東芝製IS04（CDMA TSI04／TG03-KDDI）とは兄弟機種となる。
Android搭載スマートフォンとしては日本初の防水端末（世界初はMotorola Defy）であり、ワンセグ、赤外線通信、おサイフケータイなど、いわゆる日本のケータイ独自の機能に対応している。
日本語入力は数多くのAndroidスマートフォンではiWnnが採用されている中、本機ではATOKが搭載されている。Androidスマートフォンでは初めての搭載となるが、T-01AやT-01Bにおいても搭載されていた。
OSはAndroid 2.1を搭載しているが、2011年5月18日にAndroid 2.2へとバージョンアップが公開された（後述）。
通信機能としては、ドコモのFOMAハイスピード網にて、HSDPA 7.2Mbps、HSUPA 5.7Mbpsに対応し、無線LANではIEEE802.11b/gに対応し、最大54Mbpsの通信が可能となる。
GSM、GPRSの通信に対応し、210か国を超えるWORLD WING対応国にて国際ローミングが利用可能であり「海外パケ・ホーダイ」にも対応する。
ディスプレイには静電容量式を採用し、マルチタッチによる操作が可能（同時に2点まで）となっており複数の指での操作が可能となる。また加速度センサー、地軸センサーに対応し、直感的な操作を行うことができる。ユーザーインターフェースには東芝が独自に開発したNX！UIを搭載している。
前述の通り、スマートフォンとしては世界初のIPX5/7等級の防水性能を誇り、各端子カバーなどにパッキンが装着されている。またジャック部分に水が入っても、内部の基板には浸水しない仕組みになっている。
T-01Aと同様、USBホスト機能が搭載されており、オプションのUSB変換プラグを使うことで、USBマウスやUSBキーボードを接続して利用することが可能となる。
BluetoothはAndroidスマートフォンで初めてHIDが搭載されており、Bluetoothキーボードの使用が出来る。
東芝ブランドではあるがあくまでも富士通東芝製であるため、ドコモでは実質的に富士通製として扱っており、オプションも富士通製端末用のものを一部採用している。ただし、総合カタログに掲載されるドコモ内部で利用される型番上は「ATSxxxxx」と、従来の東芝のものをそのまま採用している。なお、富士通製のオプション関連は従来の富士通同様「AAFxxxxx」となっている。
なお、元々富士通ブランドの機種は富士通のモバイルフォン事業本部（富士通本体）が担当していた事もあり、ドコモ向けに富士通東芝として開発・製造・発売した製品は本機が唯一である。後継機種のT-01DとT-02Dは東芝を意味する「T」を冠しながらも富士通本体が開発・製造・発売を行ったうえに富士通ブランドでの発売となった（いわゆる「富士通レグザ」）ため、ドコモ向けの東芝ブランドの機種としても本機が最後となった（他キャリアの東芝ブランド最終機種は、au向け：富士通東芝時代のIS11T、ソフトバンクモバイル向け：東芝モバイルコミュニケーション社時代のSoftBank X02T）。そして2012年4月1日に富士通東芝は富士通の完全子会社富士通モバイルコミュニケーションズとなり東芝は事実上携帯電話事業から完全撤退、T-02Dも2013年3月に生産終了し、「T」を冠する携帯電話、REGZA Phoneシリーズは市場から姿を消し、最終的には富士通モバイルコミュニケーションズも富士通コネクテッドテクノロジーズに合併され消滅した。その後、2012年12月にはドコモ向けにデジタルフォトフレームの「フォトパネル 05 Powered by REGZA」が東芝から供給されている。

## レグザエンジン
モバイルレグザエンジン3.0を搭載しており、動画の視聴において超解像、フレーム補間といった機能に対応している。ワンセグやYouTubeといった動画コンテンツを画面いっぱいの高画質で楽しむことができる。さらに周囲の明るさに応じたバックライトを制御、ガンマ補正、輪郭強調、ノイズリダクションといった東芝の映像技術が搭載されている。その他に地デジ持ち出し機能が搭載されており、パソコンなどでmicroSDカードに保存した画像を外出先などで閲覧することも可能となる。
DiXiM搭載により、本機に対応したテレビやパソコン間でWi-Fi利用して写真・動画・音楽を双方にて閲覧する事ができる。

## カメラ機能
本機はスマートフォンでは初の1220万画素オートフォーカス対応カメラを搭載しており、顔検出、手振れ補正、自動追跡フォーカス、笑顔検出といった、通常のデジタルカメラ並の機能を有している。3524×460のパノラマ撮影も可能となる。
動画撮影においてもハイビジョン動画の撮影が可能となっている。
また人物顔検出機能により表示された人に名前をつけることにより、個人アルバムとして、その人の写真を自動で抽出しその人が写っている一覧などが表示可能となる。

## メール・メッセンジャー
- spモードが対応し、iモードメールと同様@docomo.ne.jpのメールアドレスがそのまま利用可能となっている。iモードメール同様、絵文字、デコメール、デコメ絵文字も利用可能となっている。また、メールはリアルタイムプッシュで着信する。
- Android 2.1の特徴であるGmailの複数アカウントの同時利用が可能となる。また、Gmailはリアルタイムでプッシュ着信をする。
- 通常のメールアプリでは、複数のPOP、IMAPメールが利用可能であり、moperaメールはプッシュで着信する。
- メッセンジャーでは、Google Talkがプリインストールされている。また、マーケットからWindows Live Messengerをはじめ、様々なメッセンジャーアプリをインストールし、利用することが可能となる。

## ブラウザ
ブラウザではFlash Lite 4.0が搭載されており、PCのブラウザとほぼ同等のFlashのサイトを閲覧することが可能となっている。またHTML5にも対応している。

## 利用可能なアプリケーションマーケット
- Android標準のAndroidマーケットが利用可能となっており、20万を超えるアプリケーションが利用可能となっている。
- ドコモが提供するアプリケーションサイト、ドコモマーケットから様々なアプリケーションのダウンロードが可能となっている。

## プリインストールアプリケーション
- Evernote
- おサイフケータイ
- メモアプリ「STARMEMO」
- モシモカメラ
- UkiUkiView
- Google Maps
- Google検索 Google音声検索
- Picasa
- Document Viwer - Word、Excel、PowerPoint、PDFの閲覧が可能。編集を行うにはDocument To Go等の別アプリのインストールが必要。
- Gmail
- トルカ
- YouTube
- DiXiNホームネットワークアプリ - DLNA対応の機器とWiFi経由で写真や動画、音楽を相互に閲覧できる。
- Google Talk
- ニュースRSSリーダー
- パレット（Twitter、mixi、メッセージ、Email、連絡先、通話履歴をタイムラインに一覧表示する）
- カレンダー

## その他機能
3.5mmステレオヘッドセットジャックを備えており、騒がしい場所で音楽を聞く際などに再生音を補正するノイズ低減機能がある（アクティブノイズキャンセラーではない）。

## 主な対応サービス
| 主な対応サービス                   | 主な対応サービス                                         | 主な対応サービス                       | 主な対応サービス                                 |
| ---------------------------------- | -------------------------------------------------------- | -------------------------------------- | ------------------------------------------------ |
| タッチパネル                       | FOMAハイスピード7.2Mbps(受信)／5.7Mbps(送信)             | Bluetooth                              | DCMX／おサイフケータイ                           |
| iアプリオンライン／地図アプリ      | 直感ゲーム／メガiアプリ                                  | iウィジェット                          | マチキャラ／iコンシェル                          |
| ホームU／ポケットU                 | GPS／オートGPS／ケータイお探し                           | デコメール／デコメ絵文字／デコメアニメ | iチャネル                                        |
| 着もじ                             | テレビ電話／キャラ電                                     | ケータイデータお預かりサービス         | フルブラウザ                                     |
| おまかせロック／バイオ認証         | 外部メモリーにアプリ移行／ユーザーデータ一括バックアップ | トルカ                                 | iC通信／iCお引越しサービス                       |
| きせかえツール／ダイレクトメニュー | バーコードリーダ／名刺リーダ                             | 2in1                                   | エリアメール／ソフトウェアーアップデート自動更新 |
| GSM／3Gローミング（WORLD WING）    | 着うたフル／うた・ホーダイ                               | Music&Videoチャネル／ビデオクリップ    | デジタルオーディオプレーヤー(AAC)(WMA)           |

## OSのアップデート
2011年5月18日にOSのバージョンアップが実施され、Android 2.1から2.2へのアップグレードが実施されている。バージョンアップはパソコンで富士通のサイトからアップデートファイルをダウンロードし、T-01Cへインストールを行う。また以下の機能が改善される。
- 操作性が改善される。
- Adobe Flash Player 10.1に対応し、Android 2.1で利用していたFlash Lite以上に動きのあるサイトの閲覧が可能となった。
- microSDカードへのアプリダウンロード可能
- アプリの自動アップデート／一括アップデートが可能
- 文字入力時における「音声入力」機能搭載
- NX!Contacts（電話帳）機能追加
- グループ機能・連絡先Bluetooth®送信機能（1件送信）
- ワンセグへ録画予約機能を追加
- 取扱説明書アプリの追加
- スリープ中のWi-Fi設定メニューの追加
- 静止画撮影サイズに1920×1080（HD1080）を追加
- ATOK最新バージョン対応

## 歴史
- 2010年11月8日 - 2010年-2011年NTTドコモ冬・春モデルとして発表
- 2010年12月1日 - 事前予約を受け付け開始
- 2010年12月17日 - 全国一斉発売開始 [5]
- 2011年1月12日 - 2Dfactoによる電子書籍販売に対応
- 2011年2月3日 - ソフトウェアアップデート
- 2011年5月18日 - Android OS バージョンアップ[6]
- 2012年2月21日 - 機能バージョンアップ[7]
- 2011年4月4日 - ソフトウェアアップデート[7]

## アップデート・不具合など
2013年6月24日のアップデート
- microSDXCカードを差し込むと、microSDXCカード内のデータが破損される不具合を修正する。
- ビルド番号が5014.1906.11、5014.1906.12、5014.1906.13、5014.1906.14から5014.1906.16になる。